# Cheetahs
Cheetahs, en español Guepardos, también llamado Toyota Cheetahs por razones de patrocinio, es un equipo profesional de rugby fundado en 1895 en Bloemfontein, Sudáfrica, y desde 2017 hasta 2020 fue una de las dos franquicias que participaron en el Pro 14, en 2020 fueron excluidos del torneo en favor de las cuatro franquicias provenientes del Súper Rugby. 
El equipo tiene sede en Bloemfontein capital judicial del país. Juega en el Estadio Free State.

## Historia
Los Cheetahs ingresaron al Super Rugby en la primera expansión junto a Western Force de Australia y participaron del torneo a partir de la temporada 2006. Su mejor participación fue en el Super Rugby 2013 donde alcanzaron la séptima posición hasta la temporada 2017, en la cual fueron excluidos de la competición.
En la temporada 2017/18 se incorporaron en la Pro 14, torneo del que fueron excluidos en 2020.